# Stensil
Stensil är ett antal ca 5-15 cm stora stenar som läggs i ett grävt hål i marken. Stensil fungerar som ytvattenintag till ett täckdikessystem. Stensil kallas ofta för fattig mans brunn, då den ofta ersatte åkerbrunnar hos fattiga torpare.